# بوريس سوكولوف
بوريس سوكولوف (بالروسية: Соколов, Борис Сергеевич)‏ (و. 1914 – 2013 م) هو إحاثي، من الاتحاد السوفيتي، ولد في فيشني فولوتشيوك، وكان عضوًا في الأكاديمية الروسية للعلوم، توفي في موسكو، عن عمر يناهز 99 عاماً.

## جوائز
حصل على جوائز منها:
- وسام لينين
- وسام شارة الشرف
- وسام العمل الشجاع في الحرب الوطنية العظمى 1941-1945
- وسام الراية الحمراء من حزب العمال
- بطل العمل الاشتراكي
- ميدالية لومونوسوف الذهبية.